# Chaetoamphisphaeria
Chaetoamphisphaeria — рід грибів. Назва вперше опублікована 1918 року.

## Класифікація
До роду Chaetoamphisphaeria відносять 1 вид:
- Chaetoamphisphaeria japonica